# Kryštof Vratislav z Mitrovic
Kryštof Vratislav z Mitrovic, případně Kryštof Wratislav z Mitrowicz na Březině (německy Christoph Wratislaw von Mitrowitz; 1. ledna 1584 – 4. září 1645) byl český šlechtic z protivínské větve rodu Vratislavů z Mitrovic. V první polovině 17. století zastával vysoké zemské úřady a nákupy statků položil základy rodového majetku přetrvávajícího v rodině až do současnosti (Dírná).

## Život
Narodil se jako syn Jana Vratislava z Mitrovic a jeho druhé manželky Elišky z Dubna.
V roce 1614 se stal hejtmanem na Malé Straně, o rok později radou dvorního a komorního soudu a roku 1617 císařským nejvyšším výběrčím daní v Českém království. V roce 1618 krátce zastával úřad podkomořího králové, během stavovského povstání se jako katolík držel v ústraní a po Bílé hoře se vrátil do zemských úřadů. V letech 1620–1623 byl znovu podkomořím králové a poté v letech 1623–1624 zemským podkomořím. V roce 1624 byl jmenován nejvyšším zemským písařem a tento úřad zastával do roku 1640, souběžně byl také členem sboru královských místodržících.
Po dosažení zletilosti převzal svůj dědický podíl v penězích a v roce 1610 koupil statek Březina na Jindřichohradecku. Jako malostranský hejtman vlastnil také dům v Praze na Malé Straně. V roce 1624 koupil od svých příbuzných panství Dírná, které jeho potomkům patří dodnes. Obohatil se také na pobělohorských konfiskacích a v roce 1627 koupil za 21 000 zlatých panství Lojovice u Prahy.
Kromě toho byl velkým znalcem hudby a propagátorem tohoto umění, což potvrdil i svou závětí založením hudební nadace pro bývalý augustiniánský kostel svatého Václava v pražském Novém Městě, v roce 1645, kde byl později pohřben.
Byl ženatý se svou sestřenicí Markétou Veronikou (1578–1634), dcerou otcova bratra Štěpána, z jejich manželství se však nenarodily žádné děti. Lojovice odkázal Frebonii z Pernštejna a Dírnou převzali synové jeho bratra Jana.